# Zgrada bivše mletačke bolnice u Hvaru
Zgrada bivše mletačke bolnice u gradiću Hvaru, Obala Fabrika 35, predstavlja zaštićeno kulturno dobro.

## Opis dobra
Građevina bivše mletačke bolnice sagrađena je u razdoblju između 1718. – 1723. godine na zapadnome dijelu mletačke obale Fabrike, na adresi Fabrika 35. Građevina je sačuvala svoj izvorni oblik jednokatnice pravokutne tlocrtne dispozicije (dimenzije 10 x 23 m) kao i prepoznatljiva pročelja ožbukana crvenom žbukom. Mletačka bolnica u Hvaru jedna je od najranijih građevina ove namjene sagrađena u Dalmaciji, a gotovo je u potpunosti sačuvala svoje izvorno oblikovanje.

## Zaštita
Pod oznakom Z-6963 zavedena je pod vrstom "nepokretno kulturno dobro - pojedinačno", pravna statusa zaštićena kulturnog dobra, klasificirano kao "javne građevine".